# Cecil McBee
Cecil McBee (ur. 22 kwietnia 1935 w Tulsie) – amerykański kontrabasista jazzowy.
Wychował się w Tulsie. W szkole średniej grał na klarnecie, zanim w wieku 17 lat zmienił główny instrument na kontrabas. Studiował na Ohio Central State University z przerwą na służbę wojskową, podczas której prowadził orkiestrę w Forcie Knox.
W 1959 akompaniował Dinah Washington, a następnie przeniósł się do Detroit, gdzie grał z Paulem Winterem. Od połowy lat 60. mieszka i tworzy w Nowym Jorku.
Współpracował z wieloma wybitnymi muzykami jazzowymi, takimi jak Miles Davis, Andrew Hill, Sam Rivers, Jackie McLean (1964), Wayne Shorter (1965–66), Charles Lloyd (1966), Yusef Lateef (1967–69), Keith Jarrett, Freddie Hubbard i Woody Shaw (1986) oraz Alice Coltrane (1969-1972).
Album Blues for Coltrane: A Tribute to John Coltrane nagrany z McCoyem Tynerem otrzymał nagrodę Grammy w kategorii  Best Jazz Instrumental Performance, Group w 1989.

## Dyskografia
Opracowano na podstawie materiału źródłowego.

### Jako lider
- Mutima (Strata-East, 1975)
- Music from the Source (Enja, 1977)
- Compassion (Enja, 1977)
- Alternate Spaces (India Navigation, 1979)
- Flying Out (India Navigation, 1982)
- Roots of Blue (RPR, 1986) – duo z Muhalem Richardem Abramsem
- Unspoken (Palmetto, 1997)

### Jako sideman
George Adams
- America (Blue Note, 1990)

Ray Anderson
- Old Bottles - New Wine (Enja, 1985)

Chet Baker
- Blues for a Reason (Criss Cross Jazz, 1985)

Bill Barron
- Live at Cobi's 2 (SteepleChase, 1885 [2006])

Kenny Barron
- Landscape (Baystate, 1984)
- What If? (Enja, 1986)
- Live at Fat Tuesdays (Enja, 1988)

Bob Thiele Collective
- Sunrise Sunset (Red Baron, 1990)

Joanne Brackeen
- Snooze (Choice, 1975)
- Tring-a-Ling (Choice, 1977)
- Havin' Fun (Concord Jazz, 1985)
- Fi-Fi Goes to Heaven (Concord Jazz, 1986)
- Turnaround (Evidence, 1992)

Dollar Brand
- African Space Program (Enja, 1973)

Anthony Braxton
- Eight (+3) Tristano Compositions, 1989: For Warne Marsh (hatArt, 1989)

Roy Brooks
- The Free Slave (Muse, 1970 [1972])

Joe Chambers
- The Almoravid (Muse, 1974)

Alice Coltrane
- Journey in Satchidananda (Impulse!, 1970)

Junior Cook
- Pressure Cooker (Catalyst, 1977)

Stanley Cowell
- Equipoise (Galaxy, 1979)
- Close to You Alone (DIW, 1990)

Ted Curson
- Blue Piccolo (Whynot, 1976)

Ricky Ford
- Looking Ahead (Muse. 1986)

Chico Freeman
- Morning Prayer (India Navigation, 1976)
- Chico (India Navigation, 1977)
- The Outside Within (India Navigation, 1978)
- Kings of Mali (India Navigation, 1978)
- Spirit Sensitive (India Navigation, 1979)
- Destiny’s Dance (Contemporary, 1981)
- Lord Riff and Me (Whyno, 2001)

Hal Galper
- Now Hear This (Enja, 1977)

Johnny Griffin
- Birds and Ballads (1978)

Louis Hayes
- Variety Is the Spice (Gryphon, 1978)

Roy Haynes
- Thank You Thank You (Galaxy, 1977)
- Vistalite (Galaxy, 1977 [1979])

Andrew Hill
- Compulsion (Blue Note, 1965)

Freddie Hubbard i Woody Shaw
- Double Take (Blue Note, 1986)

Elvin Jones
- Power Trio (Novus, 1990) – z Johnem Hicksem
- When I Was at Aso-Mountain (Enja, 1990)
- Elvin Jones Jazz Machine (Trio, 1997)
- It Don't Mean a Thing (Enja, 1993)

Clifford Jordan
- Two Tenor Winner (Criss Cross, 1984)

John Klemmer
- Magic and Movement (Impulse!, 1974)

Prince Lasha
- Inside Story (Enja, 1965 [1981])

Yusef Lateef
- The Complete Yusef Lateef (Atlantic, 1967)
- The Blue Yusef Lateef (Atlantic, 1968)
- Yusef Lateef's Detroit (Atlantic, 1969)
- The Diverse Yusef Lateef (Atlantic, 1970)

The Leaders
- Mudfoot (Black Hawk, 1986)
- Out Here Like This (Black Saint, 1987)
- Unforeseen Blessings (Black Saint, 1988)
- Heaven Dance (Sunnyside, 1988)
- Spirits Alike (Double Moon, 2007)

Dave Liebman
- The Seasons (Soul Note, 1992)
- John Coltrane's Meditations (Arkadia Jazz, 1998)

Charles Lloyd
- Dream Weaver (1966, Atlantic)
- Forest Flower (1966, Atlantic)
- The Flowering (1966, Atlantic)
- Charles Lloyd in Europe (1966, Atlantic)

Raphe Malik
- Storyline (Boxholder, 1999) – z Codym Moffettem

Joe Maneri
- Dahabenzapple (hat ART, 1993 [1996])

Jackie McLean
- It’s Time! (Blue Note, 1964)
- Action (Blue Note, 1964)

Lloyd McNeill
- Treasures (1976)

Charles McPherson
- New Horizons (Xanadu, 1977)

Grachan Moncur III
- Some Other Stuff (Blue Note, 1964)

Tisziji Munoz
- Visiting This Planet (Anami Music, 1980's)
- Presence of Joy (Anami Music, 1999)
- Divine Radiance (Anami Music, 2003)

Amina Claudine Myers
- Salutes Bessie Smith (Leo, 1980)

Almanac
- Almanac (Improvising Artists, 1977)

Art Pepper
- Winter Moon (Galaxy, 1980)

Dannie Richmond
- "In" Jazz for the Culture Set (Impulse!, 1965)

Sam Rivers
- Dimensions & Extensions (Blue Note, 1967)
- Streams (Impulse!, 1973)
- Hues (Impulse!, 1973)

Charlie Rouse
- Social Call (Uptown, 1984) z Redem Rodneyem

Pharoah Sanders
- Izipho Zam (My Gifts) (Strata-East, 1969 [1973])
- Jewels of Thought (Impulse!, 1969)
- Thembi (Impulse!, 1970)
- Black Unity (Impulse!, 1971)
- Live at the East (Impulse!, 1972)
- Village of the Pharoahs (Impulse!, 1973)
- Love in Us All (Impulse!, 1973)

Saxophone Summit
- Gathering of Spirits (Telarch, 2004)

Zbigniew Seifert
- Man of the Light (Promising Music, 2010)

Woody Shaw
- The Moontrane (Muse, 1974)
- Love Dance (Muse, 1975)
- The Iron Men z Anthonym Braxtonem (Muse, 1977 [1980])

Archie Shepp
- Lady Bird (Denon, 1978)

Wayne Shorter
- Etcetera (Blue Note, 1965)
- Odyssey of Iska (Blue Note, 1970)

 Sonny Simmons
- Burning Spirits (Contemporary, 1971)

Lonnie Liston Smith
- Expansions (Flying Dutchman, 1974)

 Buddy Tate i Dollar Brand
- Buddy Tate Meets Dollar Brand (Chiaroscuro, 1977)

Leon Thomas
- Spirits Known and Unknown (1969)

Horace Tapscott
- The Dark Tree, Vol. 1 & 2 (hatOLOGY, 1989)

Charles Tolliver
- Live at Slugs', Volume I & II (Strata-East, 1970)
- Music Inc. (Strata-East, 1971)
- Impact (Strata-East, 1975)

Mickey Tucker
- Sojourn (Xanadu, 1977)
- Mister Mysterious (Muse, 1978)

McCoy Tyner
- Quartets 4 X 4 (Milestone, 1980)
- Blues for Coltrane (1987)

James Blood Ulmer
- Revealing (1977)

Mal Waldron
- What It Is (Enja, 1981)

Michael White
- The Land of Spirit and Light (Impulse!, 1973)

Paul Winter
- Jazz Meets the Folk-Song (1963)

Yōsuke Yamashita
- Sakura (Verve, 1990)
- Kurdish Dance (Verve, 1993)
- Dazzling Days (Verve, 1993)
- Fragments 1999 (Verve, 1999)
- Spider (Verve, 1996)
- Delightful Contrast (Universal, 2011)

Denny Zeitlin
- Cathexis (Columbia, 1963)